# Microcristalino

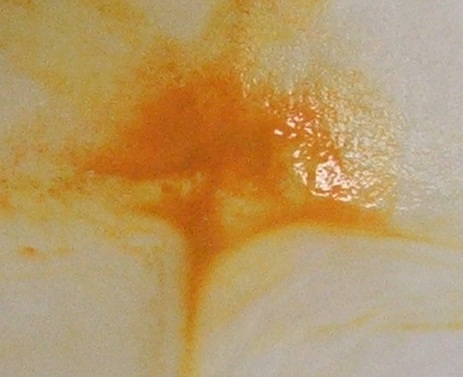
Óxido de cobre (I) microcristalino.

Microcristalino describe una de las subdivisiones, por tamaño de los granos de los cristales componentes de una roca, de la propiedad de las rocas conocida como granulidad.
Cuando los granos no superan los 0,033 mm reciben el calificativo de microcristalinos, justo por debajo de las rocas de grano más grueso que reciben el calificativo de afanítico o denso. Debido a este pequeño tamaño requieren de un microscopio para examinar los cristales de la roca o sustancia cristalizada.
Rocas que presentan esta textura son: calcedonia, sílex, pórfido de cuarzo, ónix, chert, caliza paloma,  etc.